# Gibanje za zemljiško reformo (Kitajska)
Gibanje za zemljiško reformo, znano tudi pod kitajsko okrajšavo Tǔgǎi (土改), je bila kampanja voditelja kitajske komunistične partije (KPK) pod vodstvom Maa Cetunga v pozni dobi kitajske državljanske vojne in zgodnjih letih obstoja Ljudske republike Kitajske. Kampanja je vključevala množično pobijanje posestnikov s strani najemnikov in prerazdelitev zemlje kmetom. Ocenjeno število žrtev gibanja se giblje od sto tisoč do milijonov. Glede na oceno KPK je Zhou Enlai ocenil, da je bilo ubitih 830.000 ljudi, Mao Cetung pa je ocenil, da je bilo ubitih kar 2 do 3 milijone ljudi.
Tisti, ki so bili ubiti, so bili tarča na podlagi njihovega družbenega razreda in ne njihove etnične pripadnosti; neologizem classicide se uporablja za opis množičnih pobojev. Razredno motivirani množični umori so se nadaljevali skoraj skozi 30 let družbene in gospodarske preobrazbe na maoistični Kitajski, do konca reform pa je bil razred posestnikov v veliki meri izgnan iz celinske Kitajske ali pa je pobegnil na Tajvan. Do leta 1953 je bila zemljiška reforma v večini delov celinske Kitajske končana, razen v Xinjiangu, Tibetu, Qinghaju in Sečuanu. Od leta 1953 dalje je KPK začela izvajati kolektivno lastništvo razlaščenega zemljišča z ustanovitvijo "kmetijskih proizvodnih zadrug", s čimer je prenesla lastninske pravice iz prejšnjega razreda posestnikov na kitajsko državo.

## Izvor
Sredi 19. stoletja je imel upor Taiping, kratkotrajen program zaplembe zemlje in prerazporeditve, po revoluciji Xinhai leta 1911 pa je ustanovitelj kitajske nacionalistične stranke Sun Yat-sen zagovarjal program "zemlja, ki se obdeluje", enakomerna porazdelitev zemlje, ki jo je delno izvajala nacionalistična vlada pod Čang Kaj Šekom. 
Mao Cetung je že leta 1927 verjel, da bo podeželje osnova revolucije. Zemljiška reforma je bila ključna za KPK tako za izvajanje svojega programa socialne enakosti kot za razširitev nadzora na podeželje. Za razliko od Rusije pred oktobrsko revolucijo, kmetje na imperialni Kitajski niso bili v fevdalnem suženjstvu velikih posestev;  ali so imeli v lasti svojo zemljo ali jo dali v najem. Svoje pridelke so tržili za gotovino na vaških tržnicah, vendar so lokalne elite uporabile svoje povezave z uradnostjo, da bi prevladovale v lokalni družbi. Ko je sredinska oblast v poznem 19. stoletju začela izgubljati nadzor in nato po letu 1911 razpadla, so lokalne plemiške in klanske organizacije postale še močnejše. Maovo poročilo iz leta 1927 o preiskavi kmečkega gibanja v Hunanu je zagovarjalo takratno heretično strategijo mobilizacije revnih kmetov za izvajanje "boja" (douzheng). Mao je od takrat naprej zavračal idejo o mirni zemljiški reformi in trdil, da kmetje ne morejo doseči prave osvoboditve, če ne sodelujejo pri nasilnem strmoglavljenju zemljiških gospodov.     

## Množični poboji posestnikov pod poveljstvom Maa Cetunga

### Začetna kampanja (1946–1948)
V naslednjih desetletjih je stranka prešla naprej in nazaj na strategijo. Voditelji so se borili glede vprašanj, kot je raven nasilja, ki naj bi se uporabila; ali vabiti ali ciljati na srednje kmete, ki so obdelovali večino zemlje; ali prerazporediti vso zemljo revnim kmetom. Med drugo kitajsko-japonsko vojno in drugo združeno fronto je stranka poudarjala zmeren program Sun Yat-sena »od zemlje do obdelovanca«, ki je omejil najemnino na 37+1⁄2 % pridelka, ne pa prerazporeditev zemlje. Ob izbruhu kitajske državljanske vojne leta 1946 se je Mao začel zavzemati za vrnitev k radikalni politiki za mobilizacijo vasi proti razredu posestnikov, vendar je zaščitil pravice srednjih kmetov in navedel, da bogati kmetje niso posestniki. Direktiva z dne 7. julija iz leta 1946 je sprožila osemnajstmesečni hud spopad, v katerem je bilo treba zapleniti vso bogato kmečko in zemljiško lastnino vseh vrst in jo prerazporediti revnim kmetom. Partijske delovne ekipe so hitro hodile od vasi do vasi in razdelile prebivalstvo na posestnike, bogate, srednje, revne in brezzemeljske kmete. Ker delovne ekipe v proces niso vključevale vaščanov, so se bogati in srednji kmetje hitro vrnili na oblast. 
Okvirni zakon o zemljiščih iz oktobra 1947 je povečal pritisk. Partijska centrala je poslala delovne ekipe nazaj na vasi, da so zadolžili revne in brezzemeljske kmete, ter naložili odpravo zemljiške rente, ki jo je primerjal s fevdalnim izkoriščanjem, in odpravo zemljiškega statusa. Delovne ekipe so mobilizirale revne in brezzemeljske kmete, da so neposredno in nasilno ukrepali proti vodilnim klanom in družinam sosednjih vasi, da bi zagotovili, da družinska zvestoba ne bi ovirala kampanje. V eni vasi v južnem Hebeiju so tuji opazovalci zabeležili, da so bili štirje ljudje pretepljeni do smrti, William Hinton pa je poročal, da je bilo v vasi, ki jo je imenoval Longbow, do smrti pretepenih vsaj ducat domnevno bogatih kmetov ali posestnikov.

### Velike posestniške čistke (1949–1953)
Kmalu po ustanovitvi Ljudske republike Kitajske leta 1949 se je zemljiška reforma, po mnenju Maovega biografa Philipa Shorta, "nasilno nagnila na levo stran", pri čemer je Mao Cetung določil nove smernice za "nepopravljanje ekscesov predčasno", ki jih je partija promovirala, tudi niso bile prepovedane. Medtem ko posestniki niso imeli zaščite, so bili tisti, ki so bili označeni kot "bogati kmetje", prejeli zmerno zaščito pred nasiljem, tisti, ki so bili na nižjem koncu, pa so bili popolnoma zaščiteni. V tem smislu je Mao vztrajal, da bi se morali ljudje sami, ne pa varnostni organi tajne policije, vključiti v sprejemanje zakona o zemljiški reformi in ubijanje posestnikov, ki so jih zatirali, kar je bilo precej drugačno od sovjetske prakse razkulačenje. Mao je menil, da bodo kmetje, ki so pod njegovimi ukazi pobijali posestnike, postali trajno povezani z revolucionarnim procesom na način, na katerega pasivni gledalci ne bi mogli biti.
Jean-Louis Margolin v črni knjigi komunizma trdi, da poboji niso bili predpogoj za zemljiško reformo, saj so se zemljiške reforme na Tajvanu in na Japonskem začele z malo nasilja. Nasilje je bilo prej posledica dejstva, da je zemljiška reforma šla premalo za prerazporeditev (ker je bilo treba v nekaj letih po reformah večino zemlje predati kolektivnim kmetijam), kot pa za odpravo »sovražnikov podeželja« in  prevzem lokalne oblasti s strani komunistov. Margolin opaža, da so bili tudi v zelo revnih vaseh (ki so pokrivale polovico severne Kitajske), kjer se nihče ni mogel označiti za posestnika, nekatere posestnike izmučili, da bi jih lahko preganjali. V vasi Wugong je bilo 70 gospodinjstev (od skupno 387 gospodinjstev) iz srednjih kmetov spremenjenih v bogate kmete, zaradi česar so postala sprejemljiva tarča razrednega boja. V nekaterih regijah Kitajske so obstajale politike (ni nujno upoštevane), ki je zahtevala izbiro "vsaj enega najemodajalca, običajno pa več, v skoraj vsaki vasi za javno usmrtitev". Uradnik je poročal, da je bilo samo v provinci Kwangsi usmrčenih od 180 do 190 tisoč posestnikov, poleg tega pa je katoliški šolski učitelj poročal, da je bilo pobitih 2,5 % njegove vasi. Nekatere obsojene kot posestnike so komunisti žive zakopali, razkosali, zadavili ali ustrelili. V mnogih vaseh so gosposke gosposke "prerazporedili" kot priležnice ali hčere kmetom ali pa so jih sili, naj se poročijo z moževimi preganjalci.

### Ocenjeno število smrtnih žrtev
Ocene števila smrtnih žrtev segajo od nižjega razpona od 200.000 do 800.000 in višje ocene od 2.000.000 do 5 milijonov usmrtitev za v letih 1949–1953, skupaj z 1,5 milijona do 6 milijonov poslanih v koncentracijska taborišča za "reformo prek dela" (Laogai), kjer so mnogi umrli. Philip Short je zapisal, da takšne ocene izključujejo na stotine tisoč ljudi, ki so bili prisiljeni storiti samomor med "borbenimi sejami" kampanj trije proti/pet proti, ki so se prav tako zgodile približno v istem času. Ocene o številu mrtvih v tujini segajo tudi do 28.000.000. Zhou Enlai je ocenil, da je bilo ubitih 830.000, medtem ko je Mao Cetung ocenil, da je bilo ubitih kar 2 do 3 milijone. Teng Tzu-hui, podpredsednik Centralnega južnega vojaškega in upravnega sveta, je poročal, da je bilo 15 % od 50.000.000 kitajskih posestnikov in bogatih kmetov usmrčenih, 25 % pa poslanih v taborišča Laogai.

### Povračilo lastnikov
Med kitajsko državljansko vojno je Kuomintang ustanovil "Huanxiang Tuan" (kitajsko: 還鄉團; pinyin: Huán xiāng tuán) ali Legijo za vračanje domov, ki so jo sestavljali posestniki, ki so iskali vrnitev svoje prerazporejene zemlje in lastnine od kmetov in gverilci KPK ter izpustitev prisilno vpočenih kmetov in komunističnih ujetnikov. Legija Homecoming je vodila svojo gverilsko bojno akcijo proti silam KPK in domnevnim kolaborantom vse do konca državljanske vojne leta 1949. 

## Prerazporeditve zemljišč
Zemljišča, ki so bila zasežena lastnikom, so bila prevzeta v kolektivno lastnino, kar je povzročilo ustanovitev "Kmetijskih proizvodnih zadrug".Sredi petdesetih let dvajsetega stoletja je druga zemljiška reforma med Velikim skokom prisilila posamezne kmete, da so se pridružili kolektivom, ki so bili združeni v Ljudske skupnosti s centralno nadzorovanimi lastninskimi pravicami in egalitarnim načelom razdelitve. Ta politika je bila na splošno neuspešna v smislu proizvodnje. LRK je to politiko spremenila leta 1962 z razglasitvijo šestdesetih členov. Posledično je bila lastnina osnovnih proizvodnih sredstev razdeljena na tri ravni, pri čemer je bila kolektivna lastnina na zemljišču dodeljena proizvodni ekipi.

### Učinki na ekonomijo
Zgodovinar Walter Scheidel piše, da je nasilje kampanje zemljiške reforme pomembno vplivalo na zmanjšanje gospodarske neenakosti. Kot primer daje kampanje iz 40. let dvajsetega stoletja v vasi Zhangzhuangcun, ki je zaslovela po knjigi Williama Hintona Fanshen. Čeprav so bili revni in srednji kmetje že lastniki 70% zemlje:
V Zhangzhuangcunu, na bolj temeljito reformiranem severu države, je večina »posestnikov« in »bogatih kmetov« izgubila vso zemljo in pogoste življenjske pogoje ali pa je pobegnila. Vsi prej brezzemeljski delavci so prejeli zemljo, kar je to kategorijo popolnoma odpravilo. Posledično so imeli »srednji kmetje«, ki so zdaj predstavljali 90 odstotkov vaškega prebivalstva, lastniki 90,8 odstotka zemlje, kar je bilo blizu popolne enakosti, kot bi si jo le lahko upali. 
Do leta 1958 je bilo zasebno lastništvo popolnoma ukinjeno in gospodinjstva po vsej Kitajski so bila organizirana v državne komune. Kitajsko vodstvo je zahtevalo, da morajo občine pridelati več žita za mesta in zaslužiti devize z izvozom. Te reforme so bile pri kmetih na splošno nepriljubljene in so se običajno izvajale tako, da so jih klicali na sestanke in jih prisilili, da so tam ostali dneve in včasih tedne, dokler niso »prostovoljno« privolili, da se pridružijo kolektivu.

### Veliki preskok naprej
Med Velikim preskokom naprej je država uvedla sistem obveznih državnih nakupov žita po fiksnih cenah, da bi ustvarila zaloge za pomoč pri lakoti in izpolnila pogoje trgovinskih sporazumov s Sovjetsko zvezo. Skupaj so obdavčitev in obvezni odkupi predstavljali 30 % pridelka do leta 1957, pri čemer je ostalo zelo malo presežka. V mestih je bila uvedena tudi racionalizacija za zajezitev »potratne potrošnje« in spodbujanje prihrankov (ki so bili deponirani v državnih bankah in tako postali na voljo za naložbe), in čeprav je bilo hrano mogoče kupiti pri državnih trgovcih, je bila tržna cena višja za kar je bila kupljena. Tudi to je bilo storjeno v imenu odvračanja od pretirane potrošnje. 
V letih 1958–1960 je bila Kitajska še naprej velik neto izvoznik žita, kljub vsesplošni lakoti na podeželju, saj je Mao poskušal ohraniti obraz in prepričati zunanji svet o uspehu svojih načrtov. Tuja pomoč je bila zavrnjena. Ko je japonski zunanji minister svojemu kitajskemu kolegu Chen Yiju povedal, da je ponudba 100.000 ton pšenice odpremljena izven pogleda javnosti, je bil zavrnjen. Ameriški predsednik John F. Kennedy se je tudi zavedal, da so Kitajci v času lakote izvažali hrano v Afriko in na Kubo in je dejal, da "od kitajskih komunistov niso imeli nobenih namigov, da bi sprejeli kakršno koli ponudbo hrane". Zaradi dramatično zmanjšanega pridelka so bila celo mestna območja močno zmanjšana;  množična lakota pa je bila večinoma omejena na podeželje, kjer je bilo zaradi drastično napihnjene statistike proizvodnje kmetom ostalo zelo malo žita. 

## Zemljiška reforma na Tajvanu
Po umiku na Tajvan je nacionalistična vlada izvedla program zemljiške reforme v okviru Skupne komisije za obnovo podeželja. Zakon o zemljiški reformi je odstranil razred posestnikov in ustvaril večje število kmetov, ki so s pomočjo države dramatično povečali kmetijsko proizvodnjo Tajvana. Zemljiška reforma je uspela tudi zato, ker so bili člani Kuomintanga večinoma iz celinske Kitajske in so imeli zaradi tega malo vezi s preostalimi avtohtonimi tajvanskimi posestniki.